# Groupe hospitalier intercommunal Le Raincy-Montfermeil
Le Groupe hospitalier intercommunal Le Raincy-Montfermeil (GHI Le Raincy-Montfermeil) est situé à Montfermeil, en Seine-Saint-Denis. L'effectif du personnel est de 2 000 professionnels médicaux et non médicaux pour 670 lits de médecine, chirurgie, obstétrique et de soins de suite et de réadaptation.
Le 1er janvier 2009, le Centre hospitalier intercommunal a fusionné avec l'établissement de soins de suite et réadaptation voisin Les Ormes, devenant ainsi le Groupe hospitalier intercommunal Le-Raincy-Montfermeil.

## Organisation
Le Groupe hospitalier dispose de 635 lits et places, il effectue 33 000 entrées directes par an dont 12 000 hospitalisations de jour et ambulatoires et 6 700 interventions chirurgicales dont 50 % en ambulatoire. 50 000 passages par an au Service d'accueil et de traitement des urgences (SAU) et 105 000 consultations externes sont recensés. L'établissement assure2 500 accouchementspar an. Il dispose de 1 900 agents non médicaux et d'environ 300 médecins et internes. Son budget d'exploitation est de 150 million d'euros.
Le GHI Le Raincy-Montfermeil a reçu un label de l’Agence régionale de santé de l'Île-de-France pour ses actions de promotion de la démocratie sanitaire ainsi que le label de l'ARS pour la promotion de ses médiations.
Le Groupe hospitalier intercommunal le Raincy-Montfermeil fait partie du groupement hospitalier de territoire Grand Paris Nord Est (GHT 93 Est) depuis 2016. Il a été désigné par l’agence régionale de santé, établissement-support du GHT. Les deux autres établissements faisant partie de ce GHT sont le Centre hospitalier intercommunal André-Grégoire de Montreuil et le Centre hospitalier 

### Partenariats
L'établissement a développé plusieurs partenariats médicaux, notamment avec : 
- Le Centre hospitalier intercommunal André-Grégoire de Montreuil pour la néphrologie, l’urologie (fédération d’urologie) et l’anatomie-cytologie pathologique (ACP),
- L'Hôpital Fondation Adolphe de Rothschild pour la neurologie,
- Le Centre hospitalier intercommunal Robert-Ballanger pour les filières AVC et pédiatrique,
- Le Centre hospitalier universitaire Avicenne pour la chirurgie thoracique. Les médecins spécialistes du GHI assurent à l'hôpital Avicenne le service d’ORL.

## Historique

### Création
Un syndicat intercommunal est constitué en 1927, résultat de la volonté de 9 communes : Clichy-sous-Bois, Coubron, Gagny, Gournay-sur-Marne, Livry-Gargan, Montfermeil, Neuilly-Plaisance, Neuilly-sur-Marne et Vaujours. Le Centre hospitalier intercommunal (CHI) de Montfermeil est constitué en 1961. Les discussions préliminaire prévoyaient une implantations sur Clichy-sous-Bois, Vaujours, Coubron ou Montfermeil. Montfermeil est choisie notamment sur pression du maire de la ville, également président du syndicat. En septembre 1927, la naissance de hôpital est actée par arrêté préfectoral.
Une première maternité ouvre ses portes le 1er février 1935. L’hôpital de Montfermeil est mis en service le 27 juin 1935 avec 223 lits avec consultations, services de médecine et de chirurgie et un plateau technique. Des internes sont recrutés, les soins sont alors assurés par des religieuses franciscaines et un personnel laïc.

### Agrandissement et institutionnalisation
Les années 1970 voient la création au sein de l'hôpital de plusieurs services, dont un service d'urgences, un service de cardiologie, un service de radiothérapie, un laboratoire central et d'une antenne d’anatomo-cyto-pathologie et en 1978 un service de pneumologie. Le plateau technique qui abrite les urgences est créé en 1979 avec le bloc opératoire et la stérilisation centrale. Au cours des années 1988-1989, le service d'imagerie médicale bénéficie d'une extension et un service de médecine nucléaire est installé. Les locaux de l'Institut de formation en soins infirmiers qui se trouvaient dans l’enceinte de l'hôpital ont été fermés[Quand ?]
Un nouveau bâtiment est érigé en 1998 ; le pôle mère/enfant, la rééducation, les consultations externes, la pneumologie et la cardiologie et l’unité d’endoscopie digestive et d'endoscopie pulmonaire y sont installés.

### Fusions successives et groupement
Le 1er janvier 1999, l'hôpital de Montfermeil fusionne avec l'hôpital Valère-Lefebvre du Raincy à la suite de la décision de l'agence régionale de l'hospitalisation et donne naissance au Centre Hospitalier Intercommunal Le Raincy-Montfermeil. L'hôpital Valère-Lefebvre du Raincy a fonctionné jusqu'en 2004, date à laquelle l'ensemble des services d'hospitalisations ont été transférés sur le site de Montfermeil par décision du conseil d'administration du groupe. Le médico-technique et de consultations du site du Raincy, plateau spécialisé en cardiologie et angioplastie fut transféré. L'hôpital du Raincy a fermé ses portes définitivement le 10 avril 2005. L'Inspection générale des affaires sociales (IGAS) porte un regard critique sur cette fusion et considère que « les mesures de réorganisations nécessaires n’ont pas été anticipées, et de ce fait, n’ont pas été menées à bien : coût de gardiennage, entretien du site du Raincy, reconversion du personnel, fonctions logistiques, etc. » ,,.
Un conflit se met en place entre l'établissement hospitalier et la mairie du Raincy dirigée par Éric Raoult sur le devenir de l'hôpital Valère-Lefebvre ; s'ensuit une médiation. Un protocole d'accord juridique et financier est acté le 10 février 2011 avec l'Agence régionale de santé d'Ile-de-France entre la ville et l'hôpital en attente de validation par le tribunal afin qu'il respecte le legs de Louis-Valère Lefebvre. Des personnalités d'alors considèrent une certaine inaction de la ville du Raincy dont Jean-Louis Feutrie, directeur de l'hôpital, Xavier Lemoine, maire (UMP) de Montfermeil et président du conseil de surveillance, et Pascal Popelin, conseiller général (PS). Un projet de réorganisation du site est prévu en 2012, avec la création entre autres d'un EHPAD à l’horizon 2020 et de logements sociaux,,.
Le centre hospitalier obtient le statut de service d'accueil des urgences en 2000 et le pôle périnatalité est classé IIB : Néonatalogie avec soins intensifs[réf. souhaitée]. La même année le hall d’accueil est totalement réaménagé assurent la liaison avec un nouveau bâtiment. En 2004, l'hôpital est reconnu comme site spécialisé en oncologie[réf. souhaitée]. Le plateau technique est par ailleurs largement renforcé avec une IRM et un scanner nouvelle génération, l’ouverture du bloc de jour, la création d'une unité de préparation centralisée des anticancéreux (UPC), le regroupement des laboratoires et l’acquisition de deux accélérateurs de particules. L’ensemble des services restants de l’ancien hôpital Valère Lefebvre sont transférés.
Une nouvelle fusion voie le jour 1er janvier 2009, avec le Centre de moyen et long séjour Les Ormes ; le Groupe Hospitalier Intercommunal le Raincy-Montfermeil (GHI) est ainsi créé. Cette fusion complète l’offre de soins (soins de suite, soins de longue durée et soins palliatifs) et consolident ainsi le pôle gériatrique de l’hôpital. La même année est institué un centre de soins, d'accompagnement et de prévention en addictologie (CSAPA).
Les conclusions d'un rapport de l'Inspection générale des affaires sociales (IGAS) de juillet 2011 concernant l'organisation de la radiothérapie en Ile-de-France recommande le transfert de l'activité de radiothérapie de Montfermeil-Le-Raincy vers la zone d'Aulnay-sous-Bois-Tremblay-en-France pour de pérenniser et stabiliser l'offre avec un bassin de patientèle suffisant, par le biais de regroupement de structures ce qui amène le sénateur et ancien maire de Bondy, Gilbert Roger, à poser une questions au gouvernement a ce sujet. Par ailleurs, Dominique Dellac, conseillère départementale (Front de gauche) et membre du conseil de surveillance du groupe hospitalier du Raincy-Montfermeil, diffuse l'information selon laquelle un rapport de l’inspection générale des affaires sociales recommande la fusion des deux hôpitaux Robert-Ballanger d’Aulnay-sous-Bois et du Raincy-Montfermeil ayant d’une direction unique.
La maternité s'agrandit de nouveau en 2014. Le service des urgences est rénové entre 2016 et 2017.
Deux médecins comparaissaient pour homicide involontaire devant le tribunal correctionnel de Bobigny, ainsi que le directeur du groupe hospitalier intercommunal de Montfermeil ; six mois de prison avec sursis et 2 000 € d'amende ont été requis contre l'anesthésiste et l'obstétricien, et 20 000 € d'amende contre l'hôpital. En mai 2018, le fonctionnement de la structure est remise en cause notamment en raison du temps d'attente à la suite du décès d'un nourrisson,. En 2019, un chirurgien de l’hôpital écope de trois mois de prison avec sursis pour blessures involontaires après avoir perforé l’intestin d'un patient lors d'une appendicectomie en 2010.
En 2020, l’hôpital est touché par la pandémie de maladie à coronavirus qui sature le groupe hospitalier.

## Accès
Le débranchement de ligne 4 du tramway d'Île-de-France (T4) vers le plateau de Clichy-Montfermeil, depuis la station Gargan, long de 4,7 km, est mis en service le 14 décembre 2019. Il permet de desservir les villes de Clichy-sous-Bois et Montfermeil la fin des travaux sera un facteur d’attractivité et d’accessibilité supplémentaires pour l’hôpital.

## Personnalités
Directeurs de l'hôpital de Montfermeil :
- Dr Feutrie
- Dr Castaing.
- Jean-Louis Feutrie
- Pascal de Wilde (2017-septembre 2018), intérim[20]
- Yolande Di Natale (depuis septembre 2018), directeur général des CHI Robert-Ballanger, CHI André-Grégoire et du GHI Le Raincy-Montfermeil[21].

Exercent ou ont exercé à l'hôpital de Montfermeil :
- Dr Alain Calmat, Chef du service de chirurgie digestive, Ancien ministre, Maire de Livry-Gargan[5].